# Daphoenodon
Il dafenodonte (gen. Daphoenodon) è un genere di mammiferi carnivori appartenente agli anficionidi. Visse tra la fine dell'Oligocene e il periodo Burdigaliano del Miocene inferiore (dai 24,8 ai 15,97 milioni di anni fa) in Nordamerica. 

## Descrizione
Questo grande animale, lungo circa due metri, era molto simile a un gigantesco lupo. Il corpo era piuttosto allungato, mentre le zampe erano insolitamente possenti e forti. Il cranio era più corto di quello dei lupi, ed era dotato di una dentatura robusta. Gli esemplari di una particolare specie (Daphoenodon superbus) mostrano un notevole dimorfismo sessuale: alcuni fossili erano grandi, robusti e dotati di lunghe mascelle armate di premolari allungati, e sono considerati esemplari di sesso maschile. Altri fossili, invece, erano più gracili, più piccoli e con mascelle più corte dotate di premolari più piccoli; probabilmente rappresentavano esemplari femminili. I maschi, inoltre, possedevano zampe più robuste.

## Classificazione

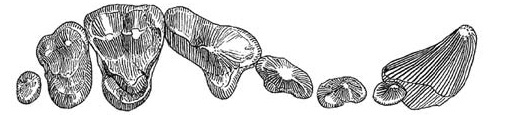
Dentatura superiore di Daphoenodon falkenbachi

Il dafenodonte appartiene alla famiglia degli anficionidi (Amphicyonidae), un gruppo di carnivori primitivi dalle caratteristiche intermedie tra i cani e gli orsi. Di Daphoenodon sono note varie specie, ritrovate allo stato fossile in numerosi siti nordamericani:
- D. falkenbachi, diffuso in numerosi siti di Nebraska e Wyoming con resti di scheletri completi, è vissuto nel periodo di transizione dall'Oligocene al primo periodo Aquitaniano del Miocene.
- D. skinneri, contemporaneo del precedente; di lui si conosce solo un teschio con mandibola e dentatura completa ritrovato nella Real Valley del Wyoming.
- D. superbus, contemporaneo dei precedenti e ritrovato con scheletri completi in numerose località di Wyoming e Nebraska, tra cui la zona di Beardog Hill.
- D. notionastes, leggermente successivo ai precedenti essendo vissuto tra i 23,03 e i 20,43 milioni di anni fa, è stato invece ritrovato in Florida e Texas.

Ritrovamenti di fossili avvenuti all'inizio del XX secolo avevano portato alla creazione di un genere Borocyon, rivelatosi poi semplicemente una forma evoluta miocenica delle specie precedenti. Si riconoscono almeno tre specie:
- D. (Borocyon) neomexicanus, contemporaneo dei precedenti e di cui si conosce solo un cranio ritrovato a Standing Rock Quarry in Nuovo Messico.
- D. (Borocyon) robustum, vissuto in pieno periodo Burdigaliano (20,43-15,97 milioni di anni fa) del Miocene e ritrovato in numerosi siti di Oregon, New Mexico e Nebraska (tra cui il sito di Whistle Creek).
- D. (Borocyon) niobrarensis, contemporaneo al precedente e diffuso in Nebraska e Wyoming.

## Stile di vita
Il sito di Agate Springs in Nebraska ha restituito numerosi fossili di mammiferi carnivori (tra cui vari canidi e mustelidi), ma la specie con il più alto numero di esemplari è certamente Daphoenodon superbus; è possibile che questi animali cacciassero in branco grandi prede. Le mascelle potenti e i denti taglienti indicano che i dafenodonti erano predatori attivi, tra i più grandi della loro epoca.